# Saut en hauteur aux Jeux olympiques
Pour un article plus général, voir Athlétisme aux Jeux olympiques.
Le saut en hauteur masculin figure au programme des Jeux olympiques depuis la première édition, en 1896 à Athènes. Les femmes participent à cette épreuve depuis les Jeux de 1928, à Amsterdam.
Avec deux médailles d'or remportées, la Roumaine Iolanda Balaș et l'Allemande Ulrike Meyfarth sont les athlètes les plus titrées dans cette épreuve. Aucun athlète masculin n'est parvenu à remporter le titre olympique à deux reprises.
Les records olympiques de la discipline sont actuellement détenus par l'Américain Charles Austin, auteur de 2,39 m en finale des Jeux olympiques de 1996, à Atlanta, et par la Russe Yelena Slesarenko, créditée de 2,06 m lors des Jeux olympiques de 2004, à Athènes.

## Éditions
| Années | 96 | 00 | 04 | 08 | 12 | 20 | 24 | 28 | 32 | 36 | 48 | 52 | 56 | 60 | 64 | 68 | 72 | 76 | 80 | 84 | 88 | 92 | 96 | 00 | 04 | 08 | 12 | 16 | 20 | 24 | Total |
| ------ | -- | -- | -- | -- | -- | -- | -- | -- | -- | -- | -- | -- | -- | -- | -- | -- | -- | -- | -- | -- | -- | -- | -- | -- | -- | -- | -- | -- | -- | -- | ----- |
| Hommes | X  | X  | X  | X  | X  | X  | X  | X  | X  | X  | X  | X  | X  | X  | X  | X  | X  | X  | X  | X  | X  | X  | X  | X  | X  | X  | X  | X  | X  | X  | 30    |
| Femmes |    |    |    |    |    |    |    | X  | X  | X  | X  | X  | X  | X  | X  | X  | X  | X  | X  | X  | X  | X  | X  | X  | X  | X  | X  | X  | X  | X  | 23    |

## Hommes

### Historique

#### 1896-1912

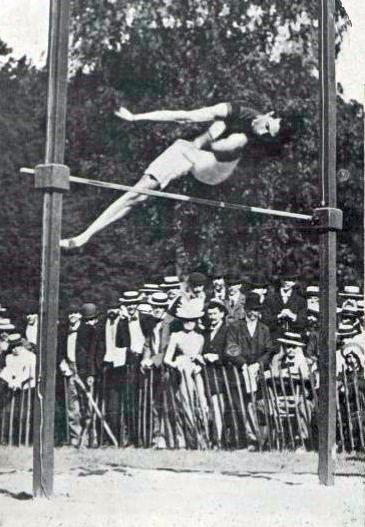
Irving Baxter, champion olympique du saut en hauteur en 1900.

Le saut en hauteur fait partie des douze épreuves d'athlétisme au programme des premiers Jeux olympiques de l'ère moderne disputés en 1896 au Stade panathénaïque d'Athènes. En l'absence notable de l'Américain Michael Sweeney, le meilleur spécialiste de la hauteur de la fin du XIXe siècle, la victoire revient à son compatriote Ellery Clark, titré par ailleurs dans l'épreuve du saut en longueur, qui s'impose avec la marque de 1,81 m, devant deux autres Américains : Robert Garrett et James Connolly à égalité avec 1,65 m. Cinq athlètes prennent part à la compétition.
Lors des Jeux olympiques de 1900, à Paris, l'Américain Irving Baxter, qui règne sur les championnats nationaux des États-Unis depuis quatre années, remporte le concours en franchissant la hauteur de 1,90 m, devançant l'Irlandais Patrick Leahy et le Hongrois Lajos Gönczy. À Paris, Irving Baxter s'impose également dans le concours du saut à la perche.
Aux Jeux olympiques de 1904, à Saint-Louis, six athlètes issus de trois nations participent à la compétition. L'Américain Samuel Jones s'impose avec 1,80 m, devant son compatriote Garrett Serviss et l'Allemand Paul Weinstein. 
Quatre ans plus tard, lors des Jeux olympiques de 1908, à Londres, l'Américain Harry Porter s'adjuge le titre olympique en franchissant une barre à 1,90 m. Trois athlètes sont ex æquo pour la deuxième place avec 1,88 m : le Français Géo André, le Hongrois István Somodi et l'Irlandais Con Leahy.
En 1912, lors des Jeux olympiques de Stockholm, l'Américain George Horine figure parmi les favoris de la compétition en étant le premier homme à avoir franchi les 2,00 m, en 1912, performance considérée comme le premier record du monde officiel de la discipline. Mais Horine rate son concours et ne se classe que troisième de la compétition avec la marque de 1,89 m, devancé par son compatriote Alma Richards, vainqueur avec 1,93 m et l'Allemand Hans Liesche, deuxième avec 1,91 m.
De 1900 à 1912, se déroulent par ailleurs les épreuves de saut en hauteur sans élan. L'Américain Ray Ewry remporte les trois premières éditions alors qu'en 1912, son compatriote Platt Adams l'emporte devant son frère, Benjamin.

#### 1920-1936

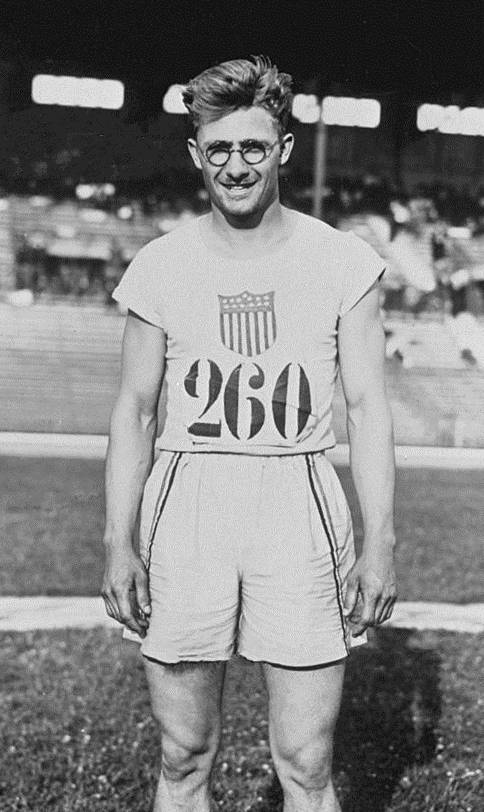
Harold Osborn, champion olympique en 1924.

L'hégémonie américaine sur la discipline se poursuit lors des Jeux olympiques de 1920, à Anvers. Richmond Landon y remporte le titre en franchissant 1,94 m, nouveau record olympique. Son compatriote Harold Muller est médaillé d'argent avec 1,90 m et le Suédois Bo Ekelund médaillé de bronze (1,90 m également).
En 1924, aux Jeux olympiques de Paris, l'Américain Harold Osborn remporte la finale en établissant un nouveau record olympique avec 1,98 m alors que, quelques mois auparavant, à Urbana, il avait amélioré le record du monde en le portant à 2,03 m. Son compatriote Leroy Brown (1,95 m) et le Français Pierre Lewden (1,92 m) se classent respectivement deuxième et troisième de l'épreuve. Lors de ces Jeux de 1924, Osborn remportera également l'épreuve du décathlon.
Quatre ans plus tard, en 1928 aux Jeux olympiques d'Amsterdam, l'Américain Robert King s'adjuge le titre olympique avec la marque de 1,94 m, devant son compatriote Benjamin Hedges, deuxième avec 1,91 m, et le Français Claude Ménard, troisième avec 1,91 m. Derrière Robert King, un barrage est organisé car quatre athlètes avaient réalisés ce saut de 1,91 m : Hedges, Ménard, le Philippin Simeon Toribio et le champion olympique en titre Harold Osborn qui ne termine finalement que 5e de l'épreuve.
Pour la première fois depuis 1896, le titre olympique du saut en hauteur échappe à un athlète américain. En finale des Jeux olympiques de 1932, à Los Angeles, c'est en effet le Canadien Duncan McNaughton qui s'impose après barrages. Il franchit tout d'abord une barre à 1,97 m tout comme trois autres concurrents, Simeon Toribio et les deux Américains Robert Van Osdel et Cornelius Johnson. À 2,01 m, tous les essais des quatre concurrents sont infructueux, la barre redescend par conséquent à 1,98 m, et c'est sur une seule tentative que McNaughton franchit cette hauteur et devient champion olympique. Van Osdel et Toribio se classent respectivement deuxième et troisième de l'épreuve.
En 1936, lors des Jeux olympiques de Berlin, Cornelius Johnson remporte le titre en établissant un nouveau record olympique avec 2,03 m. Quelques jours plus tôt, au cours des sélections olympiques américaines, à New York, il avait porté le record du monde à 2,07 m, performance égalée lors ces mêmes sélections par son compatriote David Albritton. Ce dernier se classe deuxième à Berlin en réalisant un saut à 2,00 m, devançant au nombre d'essai manqués Delos Thurber, le troisième américain de cette finale. Le Finlandais Kalevi Kotkas, champion d'Europe en 1934, termine au pied du podium.

#### 1948-1964

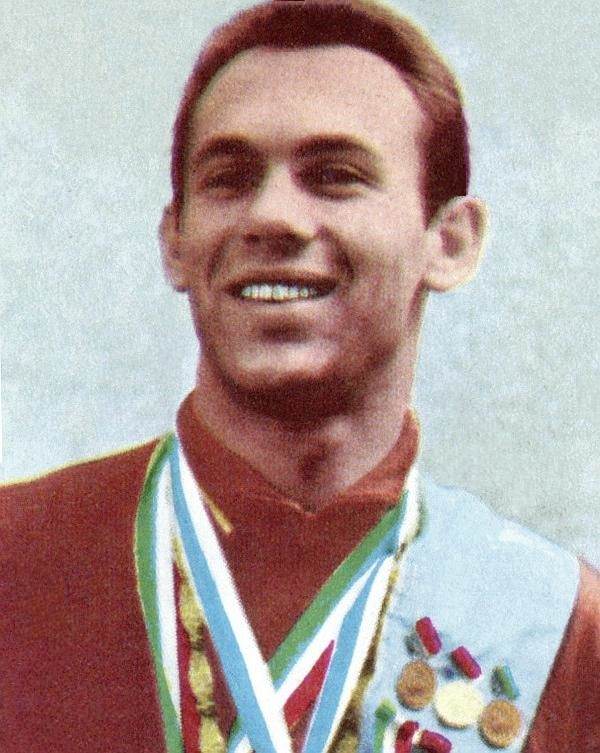
Valeriy Brumel, champion olympique en 1964 et vice-champion olympique en 1960.

Lors de la finale des Jeux olympiques de 1948, à Londres, les concurrents doivent faire face à un sautoir détrempé à la suite d'averses qui se sont abattues quelques minutes plus tôt sur le Stade de Wembley. L'Australien John Winter remporte le concours en étant le seul à franchir 1,98 m, à son premier essai, et en utilisant la technique du ciseau. Le Norvégien Bjørn Paulson et l'Américain George Stanich complètent le podium avec un saut à 1,95 m.
Quatre ans plus tard, lors des Jeux olympiques de 1952 à Helsinki, l'Américain Buddy Davis efface à sa première tentative une barre à 2,04 m, nouveau record olympique. Il devance sur le podium son compatriote Kenneth Wiesner (2,01 m) et le Brésilien José Telles da Conceição (1,98 m). En 1953, Davis portera le record du monde du saut en hauteur à 2,12 m.
L'Américain Charles Dumas, qui a dépossédé Buddy Davis de son record du monde quelques mois avant le début des Jeux olympiques de 1956 avec 2,15 m, remporte le titre olympique à Melbourne en franchissant la hauteur de 2,12 m à son troisième et dernier essai. Son compatriote Charles Porter est médaillé d'argent avec 2,10 m et le Soviétique Igor Kashkarov médaillé de bronze avec 2,08 m. Durant cette finale, le record olympique est égalé ou amélioré à neuf reprises par ces trois athlètes.
Le titre du saut en hauteur masculin des Jeux olympiques de 1960, à Rome, est remporté par le Soviétique Robert Shavlakadze, qui bat de trois centimètres son record personnel pour franchir 2,16 m à son premier essai et établir un nouveau record olympique. Il devance son compatriote de 18 ans Valeriy Brumel, qui franchit lui aussi 2,16 m, mais à son deuxième essai, et le favori américain John Thomas (2,14 m), qui avait amélioré le record du monde à quatre reprises lors de la saison 1960, et porté ce record à 2,22 m. Le Soviétique Viktor Bolshov, qui avait également franchi la hauteur de 2,14 m et égalé le précédent record olympique, termine au pied du podium.
En 1964, en finale des Jeux olympiques de Tokyo, Valeriy Brumel et John Thomas sont les seuls à franchir la barre de 2,18 m, au premier essai, mais le Soviétique est désigné vainqueur au bénéfice de la barre précédente à 2,16 m (record olympique égalé) qu'il avait passé à sa première tentative. John Rambo, l'autre américain, est médaillé de bronze avec 2,16 m. Valeriy Brumel, champion d'Europe en 1962, détient alors le record du monde avec 2,28 m, record qu'il a amélioré à six reprises de 1961 à 1963.

#### 1968-1984

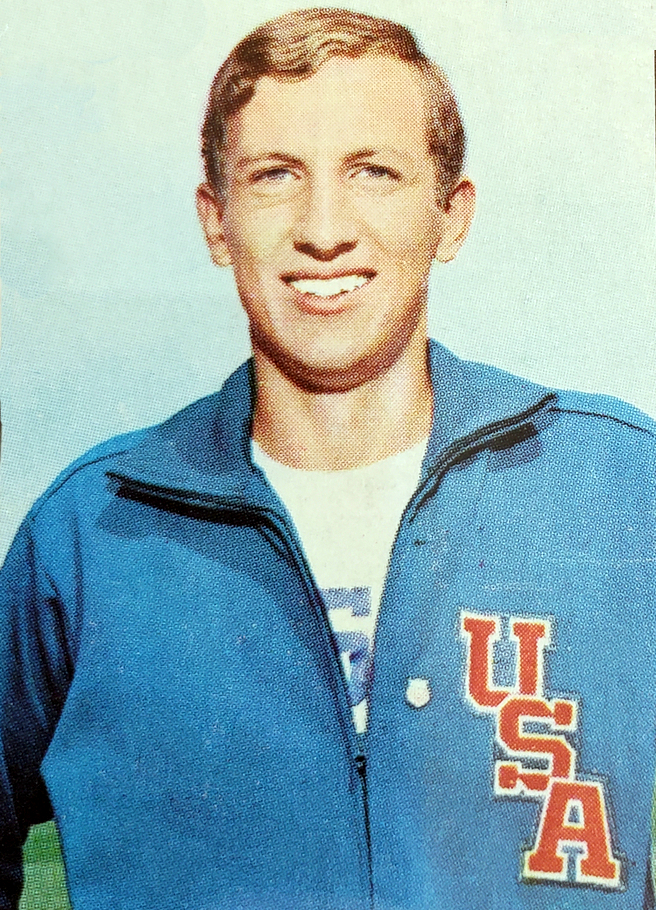
Dick Fosbury, champion olympique en 1968.

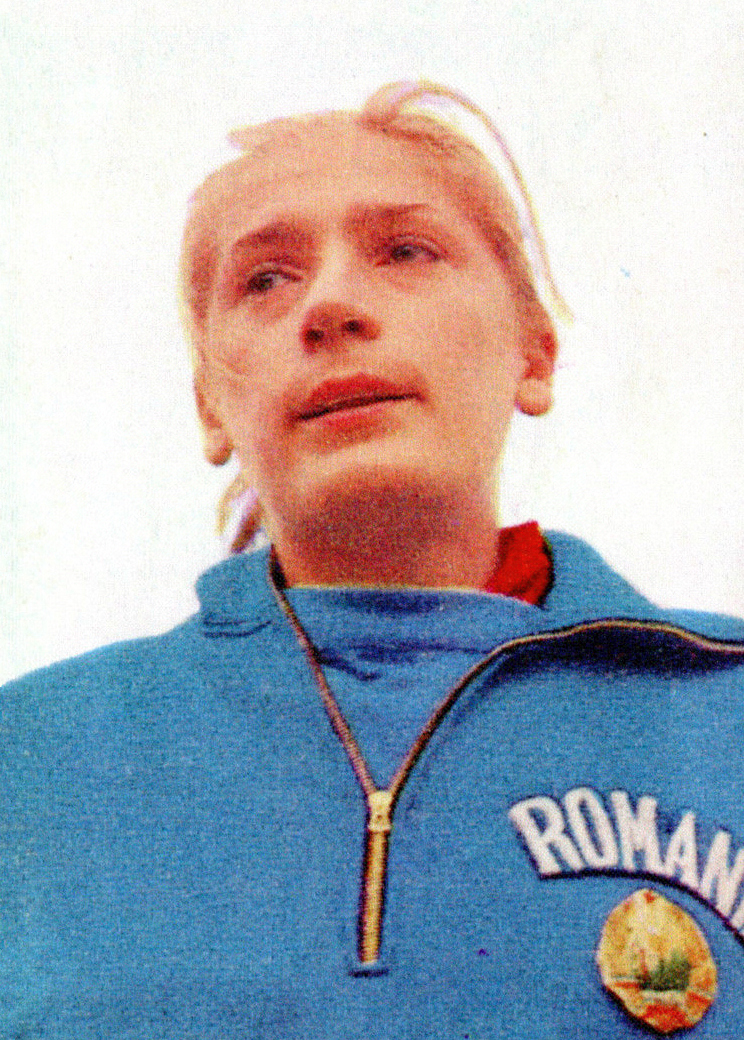
Iolanda Balaș, championne olympique en 1960 et 1964.

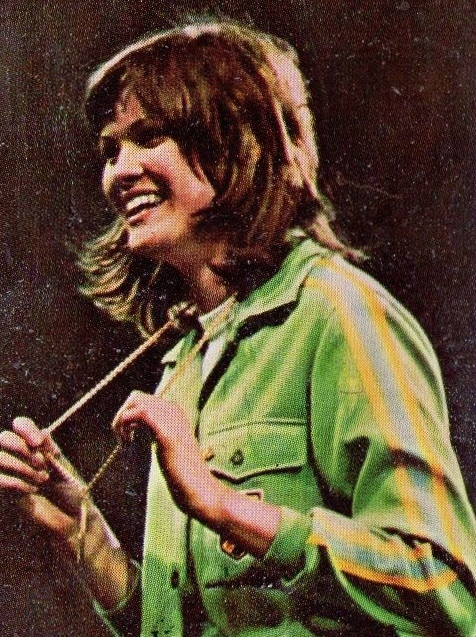
Ulrike Meyfarth remporte deux titres olympiques en douze ans d'intervalle, en 1972 à Munich et en 1984 à Los Angeles.

Le concours du saut en hauteur des Jeux olympiques de 1968 se déroule à Mexico, en altitude. Les athlètes américains Ed Caruthers et Dick Fosbury égalent tour à tour le record olympique en franchissant une barre à 2,18 m, les regards se focalisent particulièrement sur Dick Fosbury qui est le premier athlète à sauter dos à la barre en grande compétition alors que la technique en vigueur à l'époque est le rouleau ventral. Caruthers, Fosbury et le Soviétique Valentin Gavrilov, champion d'Europe en 1969, effacent ensuite tous les trois la barre de 2,20 m à leur premier essai, mais à la hauteur suivante, seuls Fosbury (à son premier essai) et Caruthers (à son deuxième essai) parviennent à franchir 2,22 m. Le titre revient finalement à Dick Fosbury à la barre suivante qui est le seul à franchir 2,24 m, et ce à sa troisième et dernière tentative.
Lors des Jeux olympiques de 1972, à Munich, la victoire revient au Soviétique Jüri Tarmak qui est le seul à franchir, avec la technique du rouleau ventral, la hauteur de 2,23 m, à son deuxième essai. L'Est-allemand Stefan Junge et l'Américain Dwight Stones, qui utilise la technique du Fosbury-flop, se classent respectivement deuxième et troisième du concours avec 2,21 m.
Dwight Stones, qui a porté le record du monde à 2,31 m quelques jours avant le début des Jeux olympiques de 1976, figure parmi les favoris au titre olympique. À Montréal, en finale, le Polonais Jacek Wszoła, le Canadien Greg Joy, le Soviétique Sergey Budalov et Dwight Stones sont les quatre athlètes à franchir 2,21 m. À la barre suivante, seuls Wszoła (à son premier essai) et Joy (à son deuxième essai) effacent la barre de 2,23 m, mais le Polonais s'adjuge finalement le titre olympique en étant le seul à franchir 2,25 m, à sa deuxième tentative, améliorant d'un centimètre le record olympique de Dick Fosbury établi en 1968. Dwight Stones se classe troisième du concours, comme à Munich quatre ans plus tôt.
Les Jeux olympiques de 1980 à Moscou sont marqués par le boycott d'une cinquantaine de nations, en particulier des sauteurs en hauteur des États-Unis ou d'Allemagne de l'Ouest dont le meilleur spécialiste, Dietmar Mögenburg, a égalé le record du monde de 2,35 m quelques semaines avant le début de ces Jeux. En finale, quatre athlètes franchissent 2,27 m synonyme de nouveau record olympique : les Allemands de l'Est Gerd Wessig, Jörg Freimuth et Henry Lauterbach et le tenant du titre Jacek Wszoła, codétenteur du record du monde avec 2,35 m. Tous franchissent ensuite la barre suivante à 2,29 m, à leur premier essai à l'exception de Gerd Wessig qui la passe à sa deuxième tentative. Wessig prend ensuite la tête du concours en étant le seul à effacer 2,31 m à son premier essai, Wszoła et Freimuth s'y reprenant à deux fois. Le titre olympique revient finalement à Gerd Wessig qui franchit seul la barre à 2,33 m (à son premier essai), puis qui établit un nouveau record du monde à la barre suivante avec 2,36 m, réussi à son deuxième essai. Il tente ensuite vainement 2,38 m.
En l'absence des athlètes du bloc soviétique pour cause de boycott, le titre du saut en hauteur masculin aux Jeux olympiques d'été de 1984, à Los Angeles, revient à Dietmar Mögenburg qui parvient à franchir toutes ses barres à son premier essai : 2,15 m, 2,21 m, 2,27 m, 2,31 m, 2,33 m puis 2,35 m. Il devance sur le podium le Suédois Patrik Sjöberg (2,33 m) et le Chinois Zhu Jianhua (2,31 m), qui était pourtant l'un des principaux favoris au titre en ayant porté le record du monde à 2,39 m quelques jours avant le début de ces Jeux. À la quatrième place, figure Dwight Stones qui réalise également 2,31 m mais qui est départagé avec le Chinois en raison d'un échec à 2,29 m.

#### 1988-2004

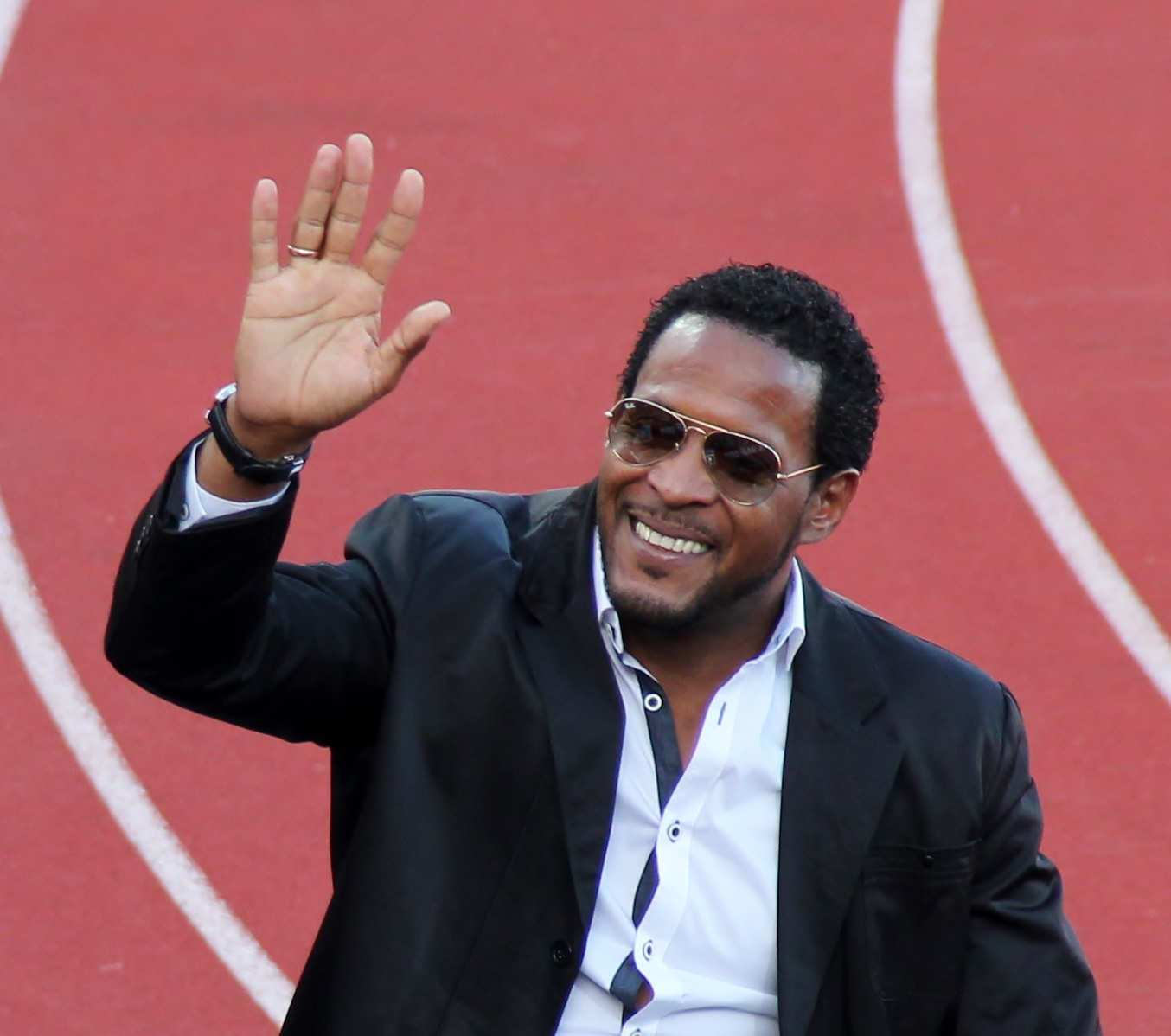
Javier Sotomayor, champion olympique en 1992 et médaillé d'argent en 2000.

Le concours du saut en hauteur des Jeux olympiques de 1988, à Séoul, est l'un des plus relevés de l'histoire, et ce malgré l'absence du Cubain Javier Sotomayor, qui vient de porter quelques jours plus tôt le record du monde à 2,43 m, et dont son pays a décidé de boycotter ces Jeux. Onze athlètes parviennent à franchir la barre de 2,31 m, puis cinq athlètes réussissent la hauteur suivante à 2,34 m. À 2,36 m, barre constituant le record olympique, le Soviétique Hennadiy Avdyeyenko, champion du monde en 1983, et l'Américain Hollis Conway effacent cette hauteur à leur premier essai, le Suédois Patrik Sjöberg (champion du monde en 1987) et l'autre soviétique Rudolf Povarnitsyn s'y reprenant à deux fois. Hennadiy Avdyeyenko s'adjuge finalement le titre olympique en étant le seul à franchir la barre de 2,38 m, nouveau record olympique. Hollis Conway est médaillé d'argent, Patrik Sjöberg et Rudolf Povarnitsyn médaillés de bronze.
En 1992, lors des Jeux olympiques de Barcelone, Javier Sotomayor remporte son premier titre olympique avec la marque de 2,34 m, qu'il est le seul à franchir au premier essai alors que quatre autres concurrents, Patrik Sjöberg, Hollis Conway, l'Australien Tim Forsyth et le Polonais Artur Partyka, doivent s'y reprendre à deux fois. Sjöberg, qui a manqué moins d'essais que ses rivaux, est médaillé d'argent alors que Conway, Forsyth et Partyka se partagent la médaille de bronze. L'Américain Charles Austin, champion du monde en 1991, rate son concours et se classe huitième avec 2,28 m.
Quatre ans plus tard, aux Jeux olympiques de 1996, à Atlanta, Javier Sotomayor, qui a porté le record du monde à 2,45 m en 1993, est diminué par une blessure à la cheville et ne termine que 11e du concours. La médaille d'or revient à Charles Austin qui décide de faire l'impasse à son troisième essai à 2,37 m, pour finalement franchir la barre suivante à 2,39 m, nouveau record olympique. Il échoue par la suite à trois reprises contre la tentative du record du monde à 2,46 m. Artur Partyka se classe deuxième de la finale avec 2,37 m alors que le Britannique Steve Smith s'adjuge la médaille de bronze avec 2,35 m. Le Bahaméen Troy Kemp, champion du monde en 1995, rate son concours et ne termine qu'à la 13e place avec 2,25 m.
Le Russe Sergey Klyugin remporte le titre des Jeux olympiques de 2000, à Sydney, en effaçant une barre à 2,35 m à son premier essai. Pourtant à la hauteur précédente à 2,32 m, Klyugin était placé en quatrième position du fait d'un échec à son premier essai alors que trois de ses adversaires : Javier Sotomayor, l'Algérien Abderrahmane Hammad et le Suédois Stefan Holm, avaient passé cette hauteur à leur premier essai. Javier Sotomayor est médaillé d'argent et Abderrahmane Hammad médaillé de bronze alors que le Russe Vyacheslav Voronin, champion du monde l'année passée à Séville, ne termine que 10e de la finale.
Lors des Jeux olympiques de 2004, à Athènes, le champion du monde en salle 2003 Stefan Holm décroche son premier titre majeur en plein air en s'imposant grâce à un saut à 2,36 m, nouveau record personnel. Il devance l'Américain Matt Hemingway et le Tchèque Jaroslav Bába, crédités tous deux de 2,34 m mais départagés au nombre d'essais manqués à la barre précédente de 2,32 m. L'Américain Jamie Nieto, qui bat son record personnel avec également 2,34 m, termine au pied du podium.

#### 2008-2024
Le Russe Andrey Silnov s'impose en finale des Jeux olympiques de 2008, à Pékin, en franchissant toutes les barres à son premier essai, soit : 2,20 m, 2,25 m, 2,29 m, 2,32 m, 2,34 m et enfin 2,36 m. Le Britannique Germaine Mason et le Russe Yaroslav Rybakov remportent respectivement la médaille d'argent et la médaille de bronze, avec un saut à 2,34 m, Mason ne connaissant aucun échec à la hauteur précédente de 2,32 m contrairement à Rybakov. Stefan Holm, le tenant du titre, termine au pied du podium avec 2,32 m.
Lors des Jeux olympiques de 2012, à Londres, le Russe Ivan Ukhov domine le concours en réalisant un saut victorieux à 2,38 m, et ce dès sa première tentative. Il devance l'Américain Erik Kynard, deuxième avec 2,33 m, et trois athlètes ex æquo à la troisième place avec 2,29 m : le Canadien Derek Drouin, le Britannique Robert Grabarz et la Qatarien Mutaz Essa Barshim. Mais, en février 2019, Ivan Ukhov est convaincu de dopage et tous ses résultats du 16 juillet 2012 au 31 juillet 2015 sont annulés rétroactivement. Erik Kynard récupère par conséquent le titre olympique vacant, Derek Drouin, Robert Grabarz et Mutaz Essa Barshim la médaille d'argent.
Champion du monde en 2015, Derek Drouin figure parmi les favoris des Jeux olympiques de 2016, à Rio de Janeiro. En finale, il franchit toutes ses barres au premier essai (2,20 m, 2,25 m, 2,29 m, 2,33 m, puis 2,36 m), avant d'être le seul concurrent à effacer la hauteur suivante à 2,38 m. Mutaz Essa Barshim remporte la médaille d'argent avec 2,36 m et l'Ukrainien Bohdan Bondarenko, champion du monde en 2013, la médaille de bronze avec 2,33 m.
A Tokyo en 2021, le concours de saut en hauteur connaît un dénouement inédit avec deux athlètes qui se partagent la médaille d'or, l'Italien Gianmarco Tamberi et le Qatarien Mutaz Barshim. Les deux athlètes ont en effet passé toutes leurs barres au premier essai jusqu'à 2,37 m, avant d'échouer tous les deux à 2,39 m. Tamberi et Barshim refusent ensuite de disputer un saut de barrage et repartent donc chacun avec une médaille d'or (comme le permet le réglement), la première breloque olympique pour l'Italien et la troisième pour le Qatarien, après les deux en argent en 2012 et 2016. Derrière eux, le Biélorusse Maksim Nedasekau parvient lui aussi à franchir 2,37 m (record national égalé) mais est battu au nombre d'essais, et doit donc se contenter du bronze au terme d'un des concours les plus denses de l'histoire. Le Sud-coréen Woo Sang-hyeok, qui porte le record national à 2,35 m, se classe quatrième de l'épreuve, devant l'Australien Brandon Starc, 2,35 m également.
En finale des Jeux olympiques d'été de 2024, le Néo-zélandais Hamish Kerr et l'Américain Shelby McEwen se retrouvent seuls en tête du concours après avoir égalé ou battu leurs records personnels avec 2,36 m. Alors qu'ils auraient pu se partager la médaille d'or comme Mutaz Essa Barshim et Gianmarco Tamberi en 2021 à Tokyo, les deux hommes décident de disputer un barrage. Après des échecs à 2,36 m, le titre revient finalement à Hamish Kerr qui est le seul à franchir 2,34 m, McEwen remportant la médaille d'argent. Mutaz Essa Barshim se classe troisième de l'épreuve avec 2,34 m alors que Gianmarco Tamberi ne parvient à franchir que 2,22 m.

### Palmarès
| Édition | Or                                                      | Argent                                                                  | Bronze                                                           |
| ------- | ------------------------------------------------------- | ----------------------------------------------------------------------- | ---------------------------------------------------------------- |
| 1896    | Ellery Clark (USA) 1,81 m                               | James Connolly (USA) Robert Garrett (USA) 1,65 m                        | —                                                                |
| 1900    | Irving Baxter (USA) 1,90 m                              | Patrick Leahy (GBR) 1,78 m                                              | Lajos Gönczy (HUN) 1,75 m                                        |
| 1904    | Samuel Jones (USA) 1,80 m                               | Garrett Serviss (USA) 1,77 m                                            | Paul Weinstein (GER) 1,77 m                                      |
| 1908    | Harry Porter (USA) 1,90 m                               | Georges André (FRA) Con Leahy (GBR) István Somodi (HUN) 1,88 m          | —                                                                |
| 1912    | Alma Richards (USA) 1,93 m                              | Hans Liesche (GER) 1,91 m                                               | George Horine (USA) 1,89 m                                       |
| 1920    | Richmond Landon (USA) 1,94 m                            | Harold Muller (USA) 1,90 m                                              | Bo Ekelund (SWE) 1,90 m                                          |
| 1924    | Harold Osborn (USA) 1,98 m                              | Leroy Brown (USA) 1,95 m                                                | Pierre Lewden (FRA) 1,92 m                                       |
| 1928    | Robert King (USA) 1,94 m                                | Benjamin Hedges (USA) 1,91 m                                            | Claude Ménard (FRA) 1,91 m                                       |
| 1932    | Duncan McNaughton (CAN) 1,97 m                          | Robert Van Osdel (USA) 1,97 m                                           | Simeon Toribio (PHI) 1,97 m                                      |
| 1936    | Cornelius Johnson (USA) 2,03 m                          | David Albritton (USA) 2,00 m                                            | Delos Thurber (USA) 2,00 m                                       |
| 1948    | John Winter (AUS) 1,98 m                                | Bjørn Paulson (NOR) 1,95 m                                              | George Stanich (USA) 1,95 m                                      |
| 1952    | Buddy Davis (USA) 2,04 m                                | Kenneth Wiesner (USA) 2,01 m                                            | José Telles da Conceição (BRA) 1,98 m                            |
| 1956    | Charles Dumas (USA) 2,12 m                              | Charles Porter (AUS) 2,10 m                                             | Igor Kashkarov (URS) 2,08 m                                      |
| 1960    | Robert Shavlakadze (URS) 2,16 m                         | Valeriy Brumel (URS) 2,16 m                                             | John Thomas (USA) 2,14 m                                         |
| 1964    | Valeriy Brumel (URS) 2,18 m                             | John Thomas (USA) 2,18 m                                                | John Rambo (USA) 2,16 m                                          |
| 1968    | Dick Fosbury (USA) 2,24 m                               | Ed Caruthers (USA) 2,22 m                                               | Valentin Gavrilov (URS) 2,20 m                                   |
| 1972    | Jüri Tarmak (URS) 2,23 m                                | Stefan Junge (GDR) 2,21 m                                               | Dwight Stones (USA) 2,21 m                                       |
| 1976    | Jacek Wszoła (POL) 2,25 m                               | Greg Joy (CAN) 2,23 m                                                   | Dwight Stones (USA) 2,21 m                                       |
| 1980    | Gerd Wessig (GDR) 2,36 m                                | Jacek Wszoła (POL) 2,31 m                                               | Jörg Freimuth (GDR) 2,31 m                                       |
| 1984    | Dietmar Mögenburg (FRG) 2,35 m                          | Patrik Sjöberg (SWE) 2,33 m                                             | Zhu Jianhua (CHN) 2,31 m                                         |
| 1988    | Gennadiy Avdeyenko (URS) 2,38 m                         | Hollis Conway (USA) 2,36 m                                              | Rudolf Povarnitsyn (URS) Patrik Sjöberg (SWE) 2,36 m             |
| 1992    | Javier Sotomayor (CUB) 2,34 m                           | Patrik Sjöberg (SWE) 2,34 m                                             | Hollis Conway (USA) Tim Forsyth (AUS) Artur Partyka (POL) 2,34 m |
| 1996    | Charles Austin (USA) 2,39 m                             | Artur Partyka (POL) 2,37 m                                              | Steve Smith (GBR) 2,35 m                                         |
| 2000    | Sergey Klyugin (RUS) 2,35 m                             | Javier Sotomayor (CUB) 2,32 m                                           | Abderrahmane Hammad (ALG) 2,32 m                                 |
| 2004    | Stefan Holm (SWE) 2,36 m                                | Matt Hemingway (USA) 2,34 m                                             | Jaroslav Bába (CZE) 2,34 m                                       |
| 2008    | Andrey Silnov (RUS) 2,36 m                              | Germaine Mason (GBR) 2,34 m                                             | Yaroslav Rybakov (RUS) 2,34 m                                    |
| 2012    | Erik Kynard (USA) 2,33 m                                | Mutaz Essa Barshim (QAT) Derek Drouin (CAN) Robert Grabarz (GBR) 2,29 m | —                                                                |
| 2016    | Derek Drouin (CAN) 2,38 m                               | Mutaz Essa Barshim (QAT) 2,36 m                                         | Bohdan Bondarenko (UKR) 2,33 m                                   |
| 2020    | Mutaz Essa Barshim (QAT) Gianmarco Tamberi (ITA) 2,37 m | —                                                                       | Maksim Nedasekau (BLR) 2,37 m                                    |
| 2024    | Hamish Kerr (NZL) 2,36 m                                | Shelby McEwen (USA) 2,36 m                                              | Mutaz Essa Barshim (QAT) 2,34 m                                  |

### Multiples médaillés
| Rang | Athlète            | Pays             | Période   | Or | Argent | Bronze | Total |
| ---- | ------------------ | ---------------- | --------- | -- | ------ | ------ | ----- |
| 1    | Mutaz Essa Barshim | Qatar            | 2012-2024 | 1  | 2      | 1      | 4     |
| 2    | Valeriy Brumel     | Union soviétique | 1960-1964 | 1  | 1      | 0      | 2     |
| 2    | Jacek Wszoła       | Pologne          | 1976-1980 | 1  | 1      | 0      | 2     |
| 2    | Javier Sotomayor   | Cuba             | 1992-2000 | 1  | 1      | 0      | 2     |
| 2    | Derek Drouin       | Canada           | 2012-2016 | 1  | 1      | 0      | 2     |
| 6    | Patrik Sjöberg     | Suède            | 1984-1992 | 0  | 2      | 1      | 3     |
| 7    | John Thomas        | États-Unis       | 1960-1964 | 0  | 1      | 1      | 2     |
| 7    | Hollis Conway      | États-Unis       | 1988-1992 | 0  | 1      | 1      | 2     |
| 7    | Artur Partyka      | Pologne          | 1992-1996 | 0  | 1      | 1      | 2     |
| 10   | Dwight Stones      | États-Unis       | 1972-1976 | 0  | 0      | 2      | 2     |

### Record olympique
| Temps  | Athlète             | Lieu     | Date              | Record |
| ------ | ------------------- | -------- | ----------------- | ------ |
| 2,16 m | John Rambo          | Tokyo    | 21 octobre 1964   |        |
| 2,16 m | John Thomas         | Tokyo    | 21 octobre 1964   |        |
| 2,16 m | Valeriy Brumel      | Tokyo    | 21 octobre 1964   |        |
| 2,18 m | John Thomas         | Tokyo    | 21 octobre 1964   |        |
| 2,18 m | Valeriy Brumel      | Tokyo    | 21 octobre 1964   |        |
| 2,18 m | Dick Fosbury        | Mexico   | 20 octobre 1968   |        |
| 2,18 m | Ed Caruthers        | Mexico   | 20 octobre 1968   |        |
| 2,20 m | Valentin Gavrilov   | Mexico   | 20 octobre 1968   |        |
| 2,20 m | Dick Fosbury        | Mexico   | 20 octobre 1968   |        |
| 2,20 m | Ed Caruthers        | Mexico   | 20 octobre 1968   |        |
| 2,22 m | Dick Fosbury        | Mexico   | 20 octobre 1968   |        |
| 2,22 m | Ed Caruthers        | Mexico   | 20 octobre 1968   |        |
| 2,24 m | Dick Fosbury        | Mexico   | 20 octobre 1968   |        |
| 2,25 m | Jacek Wszoła        | Montréal | 31 juillet 1976   |        |
| 2,27 m | Gerd Wessig         | Moscou   | 1er août 1980     |        |
| 2,27 m | Jacek Wszoła        | Moscou   | 1er août 1980     |        |
| 2,27 m | Jörg Freimuth       | Moscou   | 1er août 1980     |        |
| 2,27 m | Henry Lauterbach    | Moscou   | 1er août 1980     |        |
| 2,29 m | Gerd Wessig         | Moscou   | 1er août 1980     |        |
| 2,29 m | Jacek Wszoła        | Moscou   | 1er août 1980     |        |
| 2,29 m | Jörg Freimuth       | Moscou   | 1er août 1980     |        |
| 2,29 m | Henry Lauterbach    | Moscou   | 1er août 1980     |        |
| 2,31 m | Gerd Wessig         | Moscou   | 1er août 1980     |        |
| 2,31 m | Jacek Wszoła        | Moscou   | 1er août 1980     |        |
| 2,31 m | Jörg Freimuth       | Moscou   | 1er août 1980     |        |
| 2,33 m | Gerd Wessig         | Moscou   | 1er août 1980     |        |
| 2,36 m | Gerd Wessig         | Moscou   | 1er août 1980     | WR     |
| 2,36 m | Hennadiy Avdyeyenko | Séoul    | 25 septembre 1988 |        |
| 2,36 m | Hollis Conway       | Séoul    | 25 septembre 1988 |        |
| 2,36 m | Patrik Sjöberg      | Séoul    | 25 septembre 1988 |        |
| 2,36 m | Rudolf Povarnitsyn  | Séoul    | 25 septembre 1988 |        |
| 2,38 m | Hennadiy Avdyeyenko | Séoul    | 25 septembre 1988 |        |
| 2,39 m | Charles Austin      | Atlanta  | 28 juillet 1996   |        |

## Femmes

### Historique

#### 1928-1936

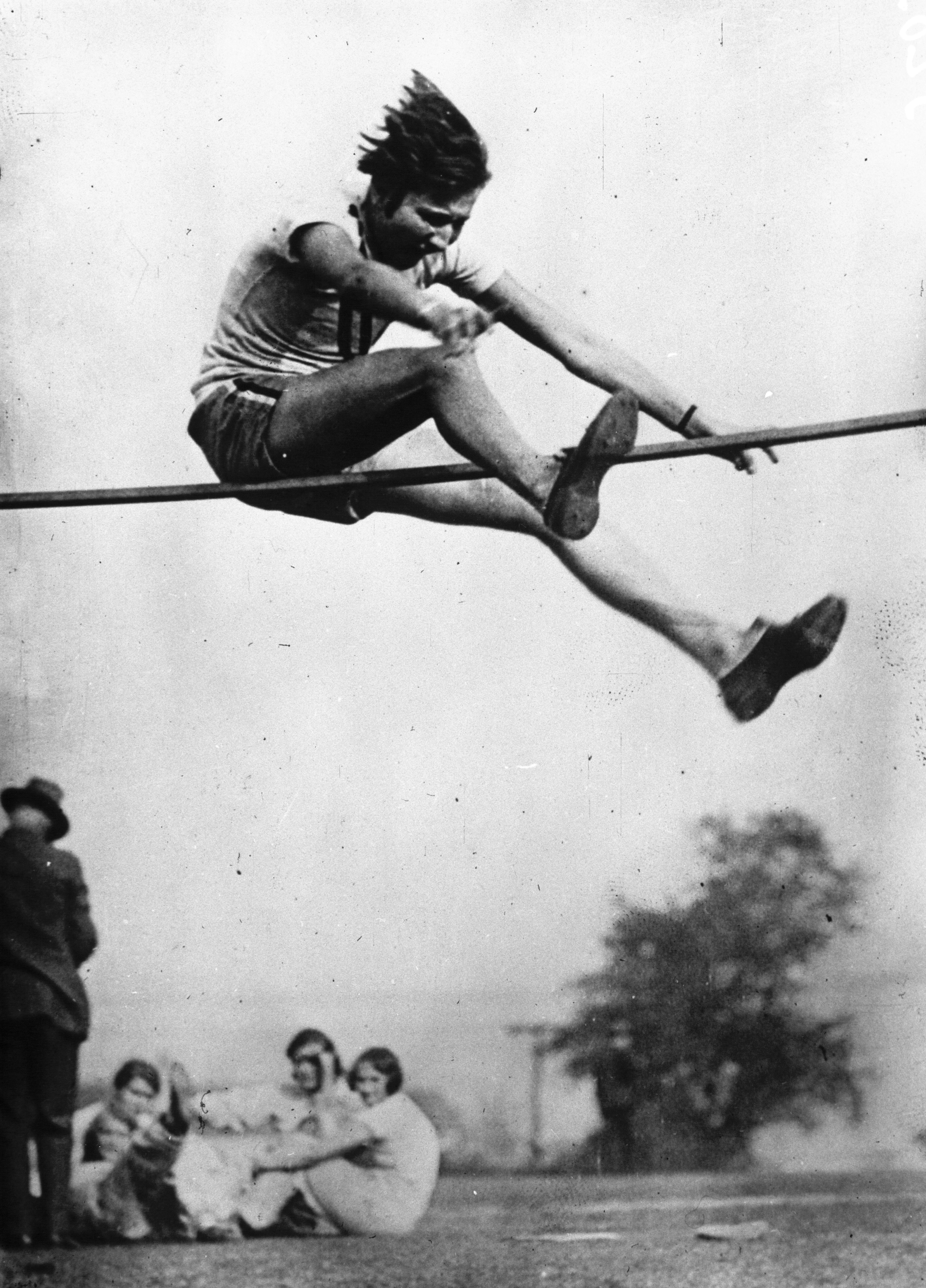
Jean Shiley, championne olympique du saut en hauteur en 1932.

Le saut en hauteur fait partie des cinq épreuves féminines d'athlétisme qui font leur apparition au programme olympique en 1928 avec le 100 mètres, le 800 m, le relais 4 × 100 mètres et le lancer du disque. Lors des Jeux olympiques d'Amsterdam, la Canadienne Ethel Catherwood remporte le concours en franchissant une hauteur de 1,595 m, signant un nouveau record du monde. Elle devance la Néerlandaise Lien Gisolf (1,56 m) et l'Américaine Mildred Wiley (1,56 m également).
Quatre ans plus tard, lors des Jeux olympiques de 1932, à Los Angeles,
les Américaines Jean Shiley et Mildred Didrikson Zaharias franchissent toutes deux 1,65 m et améliorent le record du monde. Après trois échecs à la barre suivante de 1,67 m, les deux femmes disputent un barrage à cette même hauteur, barre que seule Jean Shiley parvient à effacer. Mildred Didrikson Zaharias est médaillée d'argent et la Canadienne Eva Dawes médaillée de bronze (1,60 m). Lien Gisolf, deuxième à Amsterdam, termine au pied du podium.
Aux Jeux olympiques de 1936 à Berlin, trois athlètes sont encore en course après avoir franchi 1,60 m : la Britannique Dorothy Tyler, la Hongroise Ibolya Csák et l'Allemande Elfriede Kaun, mais aucune d'entre elles ne parvient à passer la hauteur suivante de 1,62 m. Lors d'un barrage à 1,62 m, Ibolya Csák parvient à effacer cette hauteur et devient championne olympique après que ses deux concurrentes ont de nouveau échouées. Lors d'un deuxième barrage à 1,60 m pour déterminer les médaillées, Dorothy Tyler se classe deuxième alors qu'Elfriede Kaun prend la troisième place.

#### 1948-1964
Le concours du saut en hauteur féminin aux Jeux olympiques d'été de 1948 est remporté par l'Américaine Alice Coachman qui devient à cette occasion la première afro-américaine de l'histoire à décrocher une médaille d'or olympique. À la lutte avec la Britannique Dorothy Tyler, elle est la seule à franchir la hauteur de 1,68 m à son premier essai, signant un nouveau record olympique. Tyler, qui efface cette barre à sa deuxième tentative seulement, remporte la médaille d'argent et devance la Française Micheline Ostermeyer, titrée quelques jours plus tôt au lancer du poids et au lancer du disque, qui franchit 1,61 m.
En 1952, aux Jeux olympiques d'Helsinki, la Sud-africaine Esther Brand s'adjuge le titre olympique en franchissant 1,67 m, et ce à son troisième et dernier essai. La Britannique Sheila Lerwill, championne d'Europe en 1950 et détentrice depuis 1951 du record du monde avec 1,72 m, monte sur la deuxième marche du podium avec 1,65 m. Elle devance la Soviétique Aleksandra Chudina, troisième avec 1,63 m.
L'Américaine Mildred McDaniel, titrée lors des Jeux panaméricains de 1955, s'impose lors des Jeux olympiques de 1956. À Melbourne, elle est tout d'abord la seule à franchir la hauteur de 1,70 m et améliore le record olympique, puis elle s'attaque à la hauteur suivante au record du monde et réussit à franchir 1,76 m à sa deuxième tentative. La Britannique Thelma Hopkins et la Soviétique Maria Pisareva terminent ex æquo pour la médaille d'argent avec 1,67 m. 
La Roumaine Iolanda Balaș, qui a terminé cinquième à Melbourne, domine désormais la discipline au niveau international après avoir notamment établi huit records du monde consécutifs de 1958 à 1960, et fait évolué celui-ci de 1,78 m à 1,86 m. Lors de la finale des Jeux olympiques de 1960, à Rome, Iolanda Balaș améliore à trois reprises le record olympique en franchissant successivement 1,77 m, 1,81 m et 1,85 m, cette barre étant passée à sa troisième tentative. La Polonaise Jarosława Jóźwiakowska et la Britannique Dorothy Shirley terminent ex æquo à la deuxième place avec 1,71 m.
En 1964, aux Jeux olympiques de Tokyo, Iolanda Balaș conserve son titre en surclassant de nouveau toutes ses adversaires. Détentrice d'un record du monde à 1,91 m depuis 1961, elle bat à deux reprises son propre record olympique en finale avec 1,86 m, puis 1,90 m. Lors de ce concours, elle franchit toutes ses barres au premier essai. L'Australienne Michele Brown remporte la médaille d'argent avec 1,80 m et la Soviétique Taïsiya Chenchyk la médaille de bronze avec 1,78 m.

#### 1968-1984
Le concours du saut en hauteur féminin aux Jeux olympiques d'été de 1968 à Mexico est remportée par la Tchécoslovaque Miloslava Rezková qui, âgée de dix-huit ans seulement, améliore son record personnel en franchissant une barre à 1,82 m à son troisième essai, devançant finalement les Soviétiques Antonina Okorokova et Valentina Kozyr qui réalisent 1,80 m toutes les deux. La meilleure performance de Rezková en début de saison 1968 n'était que de 1,66 m.
L'Autrichienne Ilona Gusenbauer, championne d'Europe en titre et qui a battu le vieux record du monde du saut en hauteur de Iolanda Balaș l'année précédente, fait figure de favorite pour les Jeux olympiques de Munich, en 1972. Pourtant, Gusenbauer échoue par trois fois à la hauteur de 1,90 m et doit laisser la victoire à l'Ouest-allemande Ulrike Meyfarth, âgée de seize ans seulement, qui franchit 1,92 m et égale à cette occasion le record du monde de l'Autrichienne. La Bulgare Yordanka Blagoeva devance Gusenbauer pour la médaille d'argent au bénéfice d'une barre à 1,88 m franchie au premier essai.
Quatre ans plus tard, à Montréal lors des Jeux olympiques de 1976, l'Est-allemande Rosemarie Ackermann, détentrice du record du monde depuis 1974 et championne d'Europe en titre, remporte le concours en étant la seule à franchir 1,93 m, à son deuxième essai, établissant à cette occasion un nouveau record olympique. L'Italienne Sara Simeoni se classe deuxième de la finale avec 1,91 m, devançant au nombre d'essais Yordanka Blagoeva. 
Sara Simeoni, championne d'Europe en 1978 et nouvelle détentrice du record du monde avec 2,01 m, prend sa revanche lors des Jeux olympiques de 1980 en s'imposant avec la marque de 1,97 m, nouveau record olympique. Elle devance sur le podium la Polonaise Urszula Kielan (1,94 m) et l'Est-allemande Jutta Kirst (1,94 m) alors que la tenante du titre Rosemarie Ackermann ne se classe que quatrième du concours avec 1,91 m. En 1977, Ackermann était devenue la première athlète féminine à effacer une barre de 2,00 m. 
En l'absence des meilleures spécialistes des pays du bloc soviétique pour cause de boycott, parmi lesquelles figurent notamment la Soviétique Tamara Bykova, championne du monde en 1983, Rosemarie Ackermann, championne olympique en 1976, et la Bulgare Lyudmila Andonova, nouvelle détentrice du record du monde, la finale des Jeux olympiques de 1984, à Los Angeles, est remporté par Ulrike Meyfarth, douze ans après son premier sacre olympique de 1972. Elle s'impose grâce à un saut à 2,02 m qu'elle effectue à sa première tentative, marque synonyme de nouveau record olympique. La tenante du titre Sara Simeoni se classe deuxième avec 2,00 m après avoir échoué par trois fois à 2,02 m, devenant à cette occasion avec trois médailles remportées (une d'or et deux d'argent) la sauteuse en hauteur la plus médaillée aux Jeux olympiques. L'Américaine Joni Huntley se classe troisième de la compétition (1,97 m), juste devant la Française Maryse Éwanjé-Épée (1,94 m).

#### 1988-2004

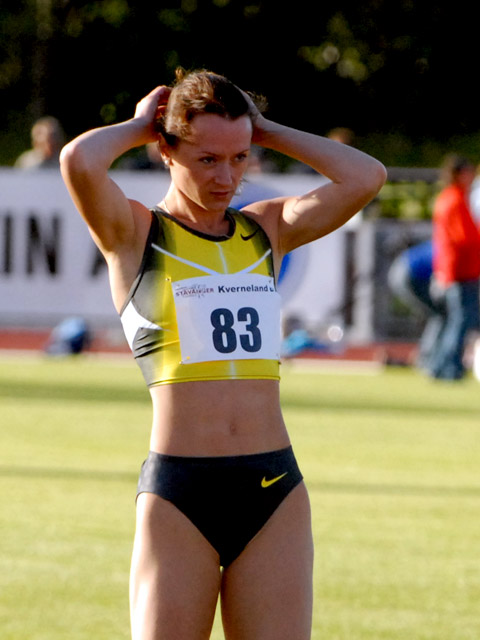
Yelena Slesarenko, championne olympique en 2004 et détentrice du record olympique avec 2.06 m.

Championne du monde en titre et détentrice du record du monde après avoir franchi 2,09 m en 1987, la Bulgare Stefka Kostadinova fait figure de favorite au titre lors des Jeux olympiques de 1988, à Séoul. En finale, Kostadinova et l'Américaine Louise Ritter sont les seules à franchir la hauteur de 2,01 m, et ce à leur première tentative. Les deux athlètes échouent ensuite par trois fois à la hauteur suivante de 2,03 m, mais sont finalement départagées lors d'un barrage : Louise Ritter est la seule à franchir cette même barre de 2,03 m synonyme de nouveau record olympique et remporte le titre, devant Stefka Kostadinova et la Soviétique Tamara Bykova (1,99 m).
Quatre ans plus tard, aux Jeux olympiques de Barcelone, l'Allemande Heike Henkel confirme son titre de championne du monde remporté un an auparavant à Tokyo en devenant championne olympique. À la lutte avec la Roumaine Alina Astafei et la Cubaine Ioamnet Quintero, Henkel est la seule à franchir la hauteur de 2,02 m, à sa première tentative. Elle devance sur le podium Alina Astafei, deuxième avec 2,00 m et Ioamnet Quintero, troisième avec 1,97 m alors que Stefka Kostadinova ne prend que la quatrième place avec 1,94 m.
Titrée aux championnats du monde 1995, Stefka Kostadinova obtient la consécration olympique lors des Jeux d'Atlanta en 1996. Après avoir franchi les sept premières barres à son premier essai, elle s'impose à la hauteur de 2,05 m qu'elle efface à son deuxième essai, établissant un nouveau record olympique. La Grecque Níki Bakoyiánni créée la surprise en prenant la deuxième place du concours après avoir établi un nouveau record national avec 2,03 m, alors que l'Ukrainienne Inha Babakova remporte la médaille de bronze avec 2,01 m. L'Italienne Antonella Bevilacqua, initialement quatrième de la compétition, sera disqualifiée pour dopage.
Inha Babakova, qui figurait parmi les favorites des Jeux olympiques de 2000 un an après avoir remporté le titre mondial à Séville, échoue à la hauteur de 1,99 m et ne termine que cinquième de la finale. À la hauteur suivante de 2,01 m, quatre athlètes se disputent le titre : la Sud-africaine Hestrie Cloete, la Russe Yelena Yelesina, la Suédoise Kajsa Bergqvist et la Roumaine Oana Pantelimon, mais seules Yelesina et Cloete parviennent à effacer cette barre, et ce à leur deuxième essai. Les deux femmes échouent ensuite par trois fois à 2,03 m mais Yelena Yelesina est désignée championne olympique au bénéfice d'un saut franchi au premier essai à une barre précédente à 1,96 m. Hestrie Cloete est médaille d'argent alors que Kajsa Bergqvist et Oana Pantelimon terminent ex æquo pour la médaille de bronze avec 1,99 m.
Le concours du saut en hauteur féminin des Jeux olympiques de 2004, à Athènes, est remporté par la Russe Yelena Slesarenko qui établit un nouveau record olympique après avoir franchi la barre de 2,06 m dès sa première tentative. Hestrie Cloete, vice-championne olympique en 2000, mais qui figurait parmi les favorites après avoir notamment remporté les deux derniers titres mondiaux (en 2001 et 2003), obtient une nouvelle médaille d'argent avec 2,02 m, même hauteur que l'Ukrainienne Vita Styopina, médaillée de bronze.

#### Depuis 2008

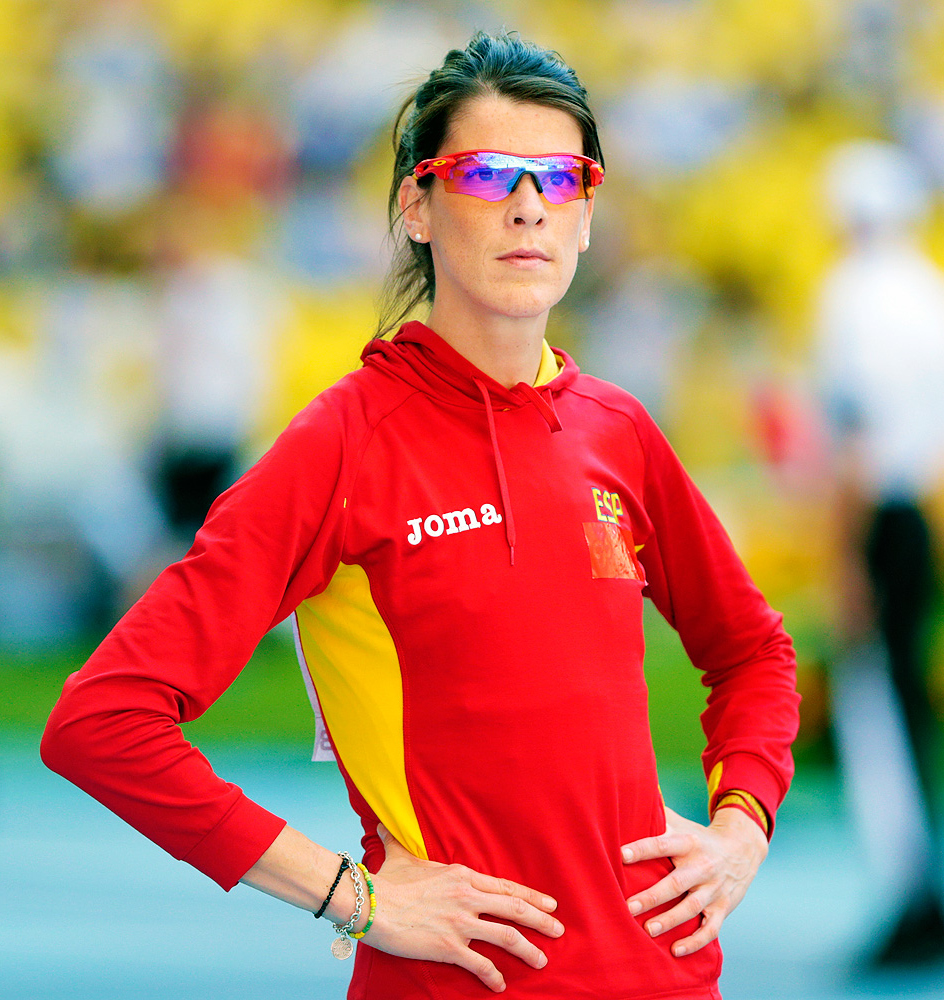
Ruth Beitia, championne olympique en 2016.

La Croate Blanka Vlašić arrive en tant que grandissime favorite pour la victoire finale aux Jeux Olympiques de 2008 à Pékin, mais elle est battue à la surprise générale par la Belge Tia Hellebaut, qui franchit 2,05 m à son premier essai, ce que n'a pas réalisé la Croate. La Belge met ainsi un terme à la série de 34 victoires consécutives de Vlašić, qui était à la fois championne du monde en plein air et en salle en titre. La Russe Anna Chicherova remporte dans un premier temps la médaille de bronze, mais elle est finalement disqualifiée pour dopage le 6 octobre 2016. Alors que sa compatriote Yelena Slesarenko devait recevoir rétroactivement la médaille, elle est également disqualifiée de la compétition le 17 novembre de la même année, de même que l'Ukrainienne Vita Palamar, initialement cinquième du concours. C'est donc l'Américaine Chaunté Lowe, d'abord sixième avec 1,99 m, qui récupère cette médaille de bronze.
Le saut en hauteur féminin se déroule en l'absence de Blanka Vlašić à Londres en 2012, cette dernière étant blessée au pied gauche. La médaille d'or revient alors à la Russe Anna Chicherova, championne du monde 2011 à Daegu, qui est la seule concurrente à passer 2,05 m malgré un échec à sa première tentative. Elle devance sur le podium l'Américaine Brigetta Barrett et sa compatriote Svetlana Shkolina, toutes deux créditées de 2,03 m. Cependant, en février 2019, le Tribunal arbitral du sport du sport reconnaît Shkolina coupable de dopage et la suspend pour une durée de 4 ans à compter du 1er février 2019. Tous ses résultats obtenus entre le 16 juillet 2012 et le 28 juillet 2015 sont annulés, dont sa médaille de bronze aux JO de Londres. Ce déclassement profite à l'Espagnole Ruth Beitia, qui monte pour la première fois de sa carrière sur un podium olympique. 
En 2016 à Rio de Janeiro, Ruth Beitia est sacrée championne olympique à 37 ans après avoir passé 1,97 m au premier essai, devenant la première femme espagnole à remporter l'or dans une épreuve d'athlétisme. Elle devance au nombre d'essais la Bulgare Mirela Demireva et Blanka Vlašić (laquelle décroche sa deuxième médaille olympique après 2008), qui ont elles aussi franchi 1,97 m pour ce qui représente le concours de saut en hauteur le moins élevé aux JO depuis 1980 et la victoire de l'Italienne Sara Simeoni. Fait amusant, lors de ces mêmes JO, la Belge Nafissatou Thiam a sauté plus haut lors de son heptathlon (1,98 m) que Ruth Beitia.
En 2021, lors des Jeux olympiques de Tokyo, la Russe Mariya Lasitskene, championne du monde en 2015, 2017 et 2019, remporte son premier titre olympique après avoir été privée des Jeux de 2016 en raison de la suspension de l'équipe de Russie à la suite du scandale de dopage organisé. Sous les couleurs du Comité olympique russe, elle établit sa meilleure performance de la saison (sa meilleure performance en plein air depuis 2019) en étant la seule à franchir 2,04 m, et ce à son deuxième essai. Elle devance l'Australienne Nicola McDermott qui établit un nouveau record d'Océanie avec 2,02 m, et l'Ukrainienne Yaroslava Mahuchikh, médaillée de bronze avec 2,00 m.

### Palmarès
| Édition | Or                               | Argent                              | Bronze                            |
| ------- | -------------------------------- | ----------------------------------- | --------------------------------- |
| 1928    | Ethel Catherwood (CAN) 1,59 m    | Lien Gisolf (NED) 1,56 m            | Mildred Wiley (USA) 1,56 m        |
| 1932    | Jean Shiley (USA) 1,65 m         | Babe Didrikson (USA) 1,65 m         | Eva Dawes (CAN) 1,60 m            |
| 1936    | Ibolya Csák (HUN) 1,62 m         | Dorothy Odam (GBR) 1,60 m           | Elfriede Kaun (GER) 1,60 m        |
| 1948    | Alice Coachman (USA) 1,68 m      | Dorothy Tyler (GBR) 1,68 m          | Micheline Ostermeyer (FRA) 1,61 m |
| 1952    | Esther Brand (RSA) 1,67 m        | Sheila Lerwill (GBR) 1,65 m         | Aleksandra Chudina (URS) 1,63 m   |
| 1956    | Mildred McDaniel (USA) 1,76 m    | Thelma Hopkins (GBR) 1,67 m         | –                                 |
| 1956    | Mildred McDaniel (USA) 1,76 m    | Maria Pisareva (URS) 1,67 m         | –                                 |
| 1960    | Iolanda Balaș (ROU) 1,85 m       | Jarosława Jóźwiakowska (POL) 1,71 m | –                                 |
| 1960    | Iolanda Balaș (ROU) 1,85 m       | Dorothy Shirley (GBR) 1,71 m        | –                                 |
| 1964    | Iolanda Balaș (ROU) 1,90 m       | Michele Brown (AUS) 1,80 m          | Taisia Chenchik (URS) 1,78 m      |
| 1968    | Miloslava Rezková (TCH) 1,82 m   | Antonina Okorokova (URS) 1,80 m     | Valentina Kozyr (URS) 1,80 m      |
| 1972    | Ulrike Meyfarth (FRG) 1,92 m     | Yordanka Blagoeva (BUL) 1,88 m      | Ilona Gusenbauer (AUT) 1,88 m     |
| 1976    | Rosemarie Ackermann (GDR) 1,93 m | Sara Simeoni (ITA) 1,91 m           | Yordanka Blagoeva (BUL) 1,91 m    |
| 1980    | Sara Simeoni (ITA) 1,97 m        | Urszula Kielan (POL) 1,94 m         | Jutta Kirst (GDR) 1,94 m          |
| 1984    | Ulrike Meyfarth (FRG) 2,02 m     | Sara Simeoni (ITA) 2,00 m           | Joni Huntley (USA) 1,97 m         |
| 1988    | Louise Ritter (USA) 2,03 m       | Stefka Kostadinova (BUL) 2,01 m     | Tamara Bykova (URS) 1,99 m        |
| 1992    | Heike Henkel (GER) 2,02 m        | Alina Astafei (ROU) 2,00 m          | Ioamnet Quintero (CUB) 1,97 m     |
| 1996    | Stefka Kostadinova (BUL) 2,05 m  | Níki Bakoyiánni (GRE) 2,03 m        | Inha Babakova (UKR) 2,01 m        |
| 2000    | Yelena Yelesina (RUS) 2,01 m     | Hestrie Cloete (RSA) 2,01 m         | Kajsa Bergqvist (SWE) 1,99 m      |
| 2000    | Yelena Yelesina (RUS) 2,01 m     | Hestrie Cloete (RSA) 2,01 m         | Oana Pantelimon (ROU) 1,99 m      |
| 2004    | Yelena Slesarenko (RUS) 2,06 m   | Hestrie Cloete (RSA) 2,02 m         | Vita Styopina (UKR) 2,02 m        |
| 2008    | Tia Hellebaut (BEL) 2,05 m       | Blanka Vlašić (CRO) 2,05 m          | Chaunté Lowe (USA) 1,99 m         |
| 2012    | Anna Chicherova (RUS) 2,05 m     | Brigetta Barrett (USA) 2,03 m       | Ruth Beitia (ESP) 2,00 m          |
| 2016    | Ruth Beitia (ESP) 1,97 m         | Mirela Demireva (BUL) 1,97 m        | Blanka Vlašić (CRO) 1,97 m        |
| 2020    | Mariya Lasitskene (ROC) 2,04 m   | Nicola McDermott (AUS) 2,02 m       | Yaroslava Mahuchikh (UKR) 2,00 m  |
| 2024    | Yaroslava Mahuchikh (UKR) 2,00 m | Nicola Olyslagers (AUS) 2,00 m      | Iryna Gerashchenko (UKR) 1,95 m   |
| 2024    | Yaroslava Mahuchikh (UKR) 2,00 m | Nicola Olyslagers (AUS) 2,00 m      | Eleanor Patterson (AUS) 1,95 m    |

### Multiples médaillées
| Rang | Athlète             | Pays                 | Période   | Or | Argent | Bronze | Total |
| ---- | ------------------- | -------------------- | --------- | -- | ------ | ------ | ----- |
| 1    | Iolanda Balaș       | Roumanie             | 1960-1964 | 2  | 0      | 0      | 2     |
| 1    | Ulrike Meyfarth     | Allemagne de l'Ouest | 1972-1984 | 2  | 0      | 0      | 2     |
| 3    | Sara Simeoni        | Italie               | 1976-1984 | 1  | 2      | 0      | 3     |
| 4    | Stefka Kostadinova  | Bulgarie             | 1988-1996 | 1  | 1      | 0      | 2     |
| 5    | Yaroslava Mahuchikh | Ukraine              | 2021-2024 | 1  | 0      | 1      | 2     |
| 6    | Dorothy Tyler       | Grande-Bretagne      | 1936-1948 | 0  | 2      | 0      | 2     |
| 6    | Hestrie Els         | Afrique du Sud       | 2000-2004 | 0  | 2      | 0      | 2     |
| 8    | Yordanka Blagoeva   | Bulgarie             | 1972-1976 | 0  | 1      | 1      | 2     |
| 8    | Blanka Vlašić       | Croatie              | 2008-2016 | 0  | 1      | 1      | 2     |

### Record olympique
| Temps  | Athlète             | Lieu        | Date              | Record |
| ------ | ------------------- | ----------- | ----------------- | ------ |
| 1,66 m | Alice Coachman      | Londres     | 7 août 1948       |        |
| 1,66 m | Dorothy Tyler       | Londres     | 7 août 1948       |        |
| 1,68 m | Alice Coachman      | Londres     | 7 août 1948       |        |
| 1,68 m | Dorothy Tyler       | Londres     | 7 août 1948       |        |
| 1,70 m | Mildred McDaniel    | Melbourne   | 1er décembre 1956 |        |
| 1,76 m | Mildred McDaniel    | Melbourne   | 1er décembre 1956 | WR     |
| 1,77 m | Iolanda Balaș       | Rome        | 8 septembre 1960  |        |
| 1,81 m | Iolanda Balaș       | Rome        | 8 septembre 1960  |        |
| 1,85 m | Iolanda Balaș       | Rome        | 8 septembre 1960  |        |
| 1,86 m | Iolanda Balaș       | Tokyo       | 15 octobre 1964   |        |
| 1,90 m | Iolanda Balaș       | Tokyo       | 15 octobre 1964   |        |
| 1,92 m | Ulrike Meyfarth     | Munich      | 4 septembre 1972  | WR     |
| 1,93 m | Rosemarie Ackermann | Montréal    | 28 juillet 1976   |        |
| 1,94 m | Jutta Kirst         | Moscou      | 26 juillet 1980   |        |
| 1,94 m | Sara Simeoni        | Moscou      | 26 juillet 1980   |        |
| 1,94 m | Urszula Kielan      | Moscou      | 26 juillet 1980   |        |
| 1,97 m | Sara Simeoni        | Moscou      | 26 juillet 1980   |        |
| 2,00 m | Ulrike Meyfarth     | Los Angeles | 9 août 1984       |        |
| 2,00 m | Sara Simeoni        | Los Angeles | 9 août 1984       |        |
| 2,02 m | Ulrike Meyfarth     | Los Angeles | 9 août 1984       |        |
| 2,03 m | Louise Ritter       | Séoul       | 30 septembre 1988 |        |
| 2,05 m | Stefka Kostadinova  | Atlanta     | 3 août 1996       |        |
| 2,06 m | Yelena Slesarenko   | Athènes     | 28 août 2004      |        |

## Saut en hauteur sans élan
L'épreuve du saut en hauteur sans élan s'est déroulée à quatre reprises lors des Jeux olympiques, de 1900 à 1912. L'Américain Ray Ewry remporte trois médailles d'or.
| Édition | Or                         | Argent                                | Bronze                                |
| ------- | -------------------------- | ------------------------------------- | ------------------------------------- |
| 1900    | Ray Ewry (USA) 1,65 m (WR) | Irving Baxter (USA) 1,525 m           | Lewis Sheldon (USA) 1,50 m            |
| 1904    | Ray Ewry (USA) 1,608 m     | Joseph Stadler (USA) 1,457 m          | Lawson Robertson (USA) 1,457 m        |
| 1908    | Ray Ewry (USA) 1,57 m      | John Biller (USA)                     |                                       |
| 1908    | Ray Ewry (USA) 1,57 m      | Konstantínos Tsiklitíras (GRE) 1,55 m |                                       |
| 1912    | Platt Adams (USA) 1,63 m   | Benjamin Adams (USA) 1,60 m           | Konstantínos Tsiklitíras (GRE) 1,55 m |